# Romano Guardini
Romano Guardini (Verona, Itàlia, 17 de febrer de 1885 - Múnic, 1 d'octubre de 1968) va ser un sacerdot, pensador, escriptor i acadèmic catòlic alemany. Va desenvolupar els seus estudis i el seu treball acadèmic a Alemanya. Se'l considera un dels teòlegs més acreditats del segle XX: la seva influència es va estendre a figures com el filòsof Josef Pieper, el seu amic el director d'orquestra Eugen Jochum, el sacerdot Luigi Giussani (fundador del moviment Comunió i Alliberament), l'educador Félix Messerschmid, Heinrich Getzeny, l'arquitecte Rudolf Schwarz, el filòsof Jean Gebser, i els papes Benet XVI i Francesc.

## Biografia
Va néixer a Verona però amb només un any la seva família es va mudar a Magúncia (Alemanya). Va viure la major part de la seva vida en aquest país, on el seu pare va treballar com a diplomàtic.
Es va ordenar sacerdot de l'Església Catòlica l'any 1910, i va ser un dels líders dels moviments espirituals i intel·lectuals que van desencadenar després les reformes aprovades pel Concili Vaticà II.
El 1922 esdevení professor de Teologia Dogmàtica a Bonn. En 1923 se li va donar una posició en filosofia de la religió a la Universitat de Berlín, que va mantenir fins a ser forçat a renunciar pels nazis l'any 1939. El 1945 Guardini va ser nomenat professor de la Facultat de Filosofia de la Universitat de Tubinga, i va donar lliçons de filosofia de la religió. Finalment, l'any 1948 es va convertir en professor també de filosofia de la Universitat de Múnic, on va romandre fins a retirar-se, per raons de salut, el 1962.

## Premis i reconeixements
L'any 1952 va obtenir el premi de la pau dels llibreters alemanys, i l'any 1961 li fou atorgat el Premi Erasme.